# Université méthodiste du Sud
L'université méthodiste du Sud (en anglais : Southern Methodist University ou SMU) est une université privée méthodiste américaine située à  University Park, dans le comté de Dallas, au Texas.

## Historique

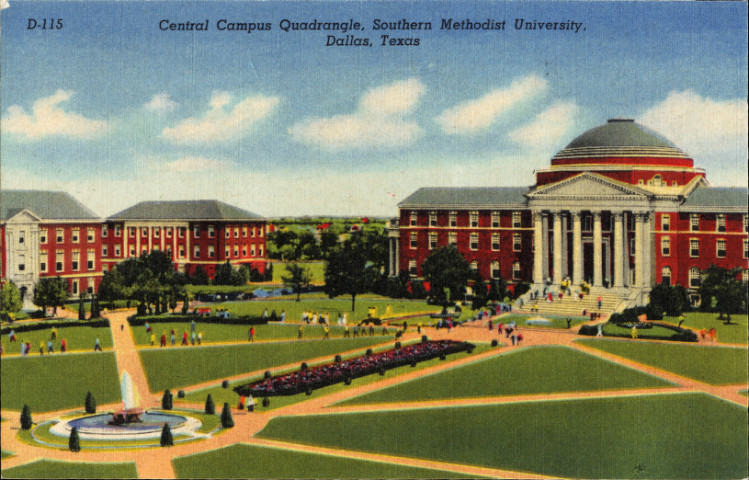
Le campus central (carte postale, vers 1915–1924).

L'université a été créée le 17 avril 1911. Les cours étaient initialement programmés pour débuter en 1913, mais commencèrent finalement en 1915.
Le campus a été construit en 1927, conçu par les architectes Mark Lemmon (1889-1975) et Roscoe DeWitt (1894-1975).
En 1939, l’université a été placé sous la compétence du Centre-Sud de l'Église méthodiste.
Au cours de la Seconde Guerre mondiale, l’université était l'un des 131 collèges et universités à l'échelle nationale qui ont participé au programme de formation des Marines.
L'université a attiré l'attention des médias en 1987, pour des violations flagrantes des règles de recrutement pour son programme de football américain.
En 2008, malgré la controverse, l'université a ouvert sur son site la Bush Presidential Library et l'Institut de politique de George W. Bush.

## Facultés

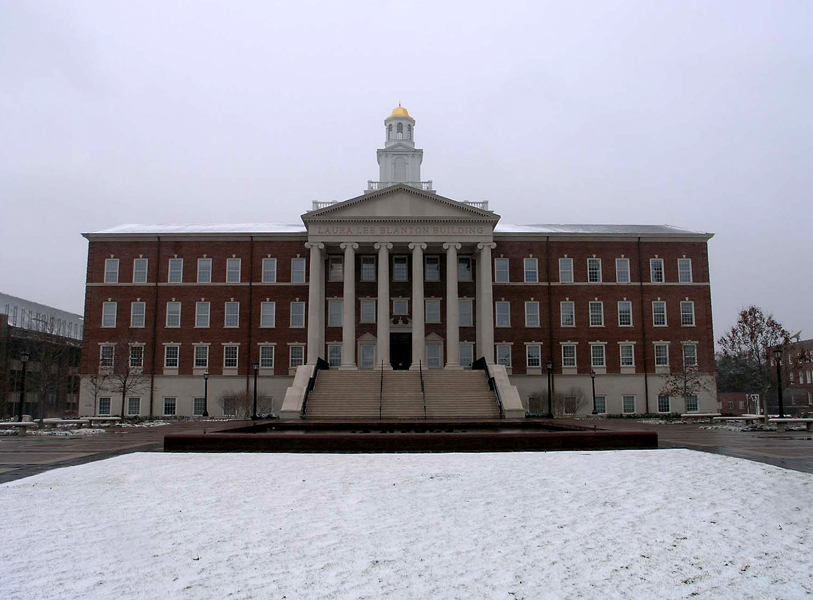
Le Hall sous la neige.

L'université attribue 7 diplômes d'étude : 
- Cox School of Business[2]
- Dedman College of Humanities and Sciences[3]
- Dedman School of Law[3]
- Meadows School of the Arts[4]
- Perkins School of Theology[5]
- Annette Caldwell Simmons School of Education & Human Development[6]
- Lyle School of Engineering[7]

## Sport
L'équipe de football universitaire SMU Mustangs.

## Personnalités liées à l'université

### Politique
- Hope Hicks, conseillère en communication du président Donald Trump

### Sport
- Kenny Cooper, football
- Florence Ezeh, athlétisme
- Bryson DeChambeau, golf[8]
- Jon Francis Koncak, basketball

### Arts
- Adrianna Lynn, actrice
- Kathy Bates, actrice
- Powers Boothe, acteur
- Cristi Conaway, actrice
- Clarence Gilyard, actrice
- Katie Featherston, actrice
- Sarah Shahi, actrice
- Brian Baumgartner, acteur